# 蔡鴻猷
蔡守忍（1827年3月27日—1887年10月20日），字濟卿，號鱉山，官方名鴻猷，台灣鰲頭埤仔口庄（今台中市清水區靈泉里）人，祖籍泉州晉江八都安平鎮。為清代舉人，當地鄉賢，清水蔡泉成家族成員，平定戴潮春事件有功。

## 生平

### 年少中舉
蔡鴻猷出生於道光七年（1827年）農曆三月初一日，為蔡泉成家族第八世蔡媽居長子。道光二十七年（1847年）考進彰化縣學第十四名，咸豐元年（1851年）孟曾榖榜舉人，為清水地區第一位舉人。

### 戴潮春事件
同治二年（1863年）十月初八日，臺灣道丁曰健駐軍防守牛罵頭（今清水區），並命令蔡懷斌、蔡鴻猷、楊清珠率領鄉勇進攻福州厝、水返厝。十月十八日，再度派遣蔡鴻猷、姜殿邦等人率領三千餘名閩南、客家鄉勇攻打水裏港。
十月二十三日，丁曰健派蔡鴻猷等人率領壯丁，駐守八角亭一帶。十月二十五日戴軍開始進攻，丁曰健在凌晨四更一面派遣蔡鴻猷等人招募三百名熟諳道路的鄉勇，手拿著先前所搶獲的戴軍軍旗，冒充成內山之中前來援助的叛軍軍隊；一面告誡田如松、陳捷元、鄭榮、王楨等人率領各軍，整隊以待。十月三十日黎明，鄭榮等人進攻葭投（今台中市龍井區）；范義庭、蔡鴻猷等人全部跑出接應鄭榮軍隊，戴軍戰敗。
十一月初一日卯刻，因清軍屢屢進攻戴軍的根據地，導致戴軍勢力重挫，叛軍竄入彰化縣城之中。當天半夜，丁曰健密商曾玉明，派遣蔡鴻猷等人招募溪南網民混入城內，經過一番激戰後，清軍於十一月初三日卯刻收復彰化縣城，蔡鴻猷因此獲授五品銜、戴藍翎。
後來，丁曰健飭捕王楨、鄭榮等軍隊會同蔡鴻猷等人率領軍隊攻克苦苓腳等三十多個村莊，清軍大獲勝仗，進剿北投新街。十二月，派林鳳池、陳肇興、蔡鴻猷等人辦理團練，駐守軍事要塞。
十二月初九日寅刻，清軍攻打張厝莊，丁曰健命令蔡鴻猷等人招募鄉勇，前來助戰。當時戴軍屢屢戰敗，清軍遂於酉刻將該村莊燒毀，擊斃七十多名起事群眾。
同治三年（1864年）十一月二十日，丁曰健再命令蔡鴻猷等人抄出戴軍根據地龜仔頭的後方，建造竹筏，從黑水大溪包抄夾擊。十二月二十七日，戴軍與清軍正式開戰，十一月二十一日丑刻，清軍直轟戴軍根據地，蔡鴻猷軍隊亦由黑水大溪乘坐竹筏，襲擊戴軍後路。因蔡鴻猷在這場戰役中立有戰功，因此於同治四年（1865年）二月二十九日以知縣盡先選用。同治四年（1865年）跟隨張世英作戰。之後丁曰健囑咐蔡鴻猷以及鹿港紳商隨時接濟鉛藥，並鼓勵林占梅、鄭如梁等人辦理團練；加上蔡鴻猷所募得的鄉勇，總計五千多人尚敷分攻。

### 租約糾紛
同治六年（1867年），蔡鴻猷與竹塹城（今新竹市）貢生陳輯熙、附生鄭人俊爭辦大甲德化社大租，淡水同知嚴金清就年收大租額斷充德化社；而原住民業戶巧黃珍獻上一百四十石大租榖充入德化社，均交由義倉明善堂掌管，合計年收大租榖一千九百三十石。光緒十四年（1888年）以後，大租扣四留六，剩下一千一百五十八石大租榖；除支付德化社的各筆款項外，也為明善堂開款並當作義塾之經費。

### 與世長辭
光緒十三年（1887年）農曆九月初四日，蔡鴻猷逝世。其墓誌銘由鹿港進士蔡德芳所撰寫，道：
公晚歲杖履優游，儉而好德，澤潤親疎，貴不挾驕，緝和戚族，凡舉里閭有事，小則極意調停，大則任情排解，不特闔堡中稱為老成傑士，及一邑內羣稱為純粹完人也。

## 住宅
蔡鴻猷於光緒十二年（1886年）在牛罵頭街上興建一座二進大厝，以「百忍之中有太和」作為燈號，名為「太和堂」。因蔡鴻猷是一位舉人，故屋樑有燕尾翹起表彰其身分。太和堂在1935年新竹–台中地震之中損毀殆盡，後重建，位於今清水街四號。